# كيسة غدية سنية المنشأ
كيسة غدية سنية المنشأ هي كيسة نادرة سنية المنشأ. في 85% من الحالات يوجد في الفك السفلي، خصوصاً في المناطق الأمامية. هو شائع أكثر عند البالغين في العقد السادس والسابع. في التصوير الشعاعي يظهر ككيسة وحيدة تجويف أو كيسة متعددة الفجوات شافة للأشعة (مناطق داكنة). وحيث أن الكيسة الغدية سنية المنشأ يمكن أن تتفاوت في أحجامها. العلاج يمكن أن يكون بسيطاً مثل الاستئصال التام والكشط، ويمكن أن يصل إلى استئصال كامل للفك المصاب.
سميت هذه الحالة في بداية الأمر بـ (كيسة سيالو سنية المنشأ) ولكن بعد عام 1987 اعتمدت منظمة الصحة العالمية اسم الكيسة الغدية سنية المنشأ اسمًا خاصًا بهذه الحالة، واكتُشف في عام 2003 أكثر من 60 حالةً موثقة طبيًا بين السكان. كثيرًا ما يخطأ أطباء الأسنان بتشخيص الكيسة الغدية سنية المنشأ وتُخلط في بعض الأحيان مع سرطان النسيج المخاطي المركزي الذي يصيب الغدد اللعابية نتيجةً لتشابه العلامات والأعراض بينهما. تتطور الكيسة الغدية سنية المنشأ ببطء شديد، وأظهرت الدراسات أنها تصيب الذكور أكثر من الإناث خلال العقدين الخامس والسادس، وتصيب الفك السفلي أكثر من الفك العلوي. تتغير طرق العلاج من مريض لآخر لاختلاف الكيسة الغدية بين المصابين وغالبًا ما تتضمن بروتوكول علاج ما قبل الجراحة وما بعد الجراحة.

## العلامات والأعراض
يعد انتفاخ جزء معين من الفك العلوي أو السفلي الذي يؤثر على تناظر جزئي الوجه من أهم العلامات التي يلاحظها المريض عند إصابته بكيسة غدية سنية المنشأ كما يمكن أن يمتد الانتفاخ إلى الجزء الشدقي واللساني من الفم، وتمتلئ الكيسة الغدية بسائل لزج شفاف أو أحمر مائل إلى البني أو كريمي. يشعر المريض في بعض الأحيان بألم حاد في منطقة الكيسة الغدية السنية أو تنمل بسيط مصحوب بارتشاف جذور الأسنان في تلك المنطقة مع انزياح الأسنان. لا يشعر المصاب بالكيسات الغدية صغيرة الحجم بأي أعراض أو علامات تدل على الحالة.

## التشخيص

### التصوير الشعاعي
يعتبر التصوير الشعاعي للمنطقة المصابة بالكيسة الغدية سنية المنشأ ضروريًا جدًا للتأكد من التشخيص إذ تظهر الكيسة على شكل انتفاخ دائري أو بيضوي متوسط حجمه 4.9 سم تقريبًا. يميز التصوير الشعاعي الكيسة الغدية سنية المنشأ عن الآفات السنية الأخرى المشابهة لها مثل الورم العضلي سني المنشأ لتقليل فرص التشخيص الخاطئ.

## العلاج

### بروتوكول ما قبل العلاج
يستخدم التصوير الشعاعي البانورامي لتصوير الفكين العلوي والسفلي قبل إجراء أي علاج لتحديد مدى سوء الحالة والمضاعفات الداخلية وملاحظة حجم الكيسة السنية وعلاقتها مع الأسنان والجذور. يمكن تشخيص الكيسات السنية الصغيرة اعتمادًا على التصوير الشعاعي بينما تتطلب الكيسات السنية كبيرة الحجم أخذ خزعة وفحصها مختبريًا.

### العلاج
يُحقن المخدر الموضعي في داخل نسيج الفك لمنع الشعور بالألم أثناء الإجراء الجراحي لاستئصال الكيسة وفي بعض الأحيان استئصال جزء من عظم الفك إذا كان متوغلًا فيه. من المحتمل أن تعاود الكيسة الغدية الظهر مرة أخرى لذا يجب إجراء جراحة تكميلية حتى تتلاشى بقية خلايا الكيسة الغدية.

### بروتوكول ما بعد العلاج
تعد متابعة الحالة بعد العملية الجراحية ضرورية لمنع تطور الحالة مرة أخرى وملاحظة نسبة الشفاء ونجاح العملية.